# Dominic Seiterle
Dominic Seiterle, né le 4 septembre 1975 à Montréal, est un rameur canadien.
Il a obtenu la médaille d'or olympique en 2008 à Pékin en huit.